# Prisoner in Disguise
Prisoner in Disguise är ett musikalbum av Linda Ronstadt som lanserades 1975 på Asylum Records. Ronstadts inspelning av Martha and the Vandellas gamla hit "Heat Wave" nådde femteplatsen på amerikanska singellistan. Hon fick också en countryhit med sin inspelning av Neil Youngs "Love Is a Rose". Youngs egen version av låten hade då ännu inte lanserats brett. Skivan följde upp Ronstadts stora succé med albumet Heart Like a Wheel, men blev inte riktigt lika framgångsrik, varken kommersiellt eller hos musikkritikerna.

## Låtlista
(upphovsman inom parentes)
1. "Love Is a Rose" (Neil Young) – 2:46
2. "Hey Mister, That's Me Up On the Jukebox" (James Taylor) – 3:56
3. "Roll Um Easy" (Lowell George) – 2:58
4. "Tracks of My Tears" (Warren "Pete" Moore, William "Smokey" Robinson Jr., Marvin Tarplin) – 3:12
5. "Prisoner in Disguise" (J. D. Souther) – 3:54
6. "Heat Wave" (Lamont Dozier, Brian Holland, Eddie Holland) – 2:46
7. "Many Rivers to Cross" (Jimmy Cliff) – 4:05
8. "The Sweetest Gift" (med Emmylou Harris) (James B. Coats) – 3:00
9. "You Tell Me That I'm Falling Down" (med Wendy Waldman) (Carol S. Holland, Anna McGarrigle) – 3:17
10. "I Will Always Love You" (Dolly Parton) – 3:00
11. "Silver Blue" (J. D. Souther) – 3:03

## Listplaceringar
- Billboard 200, USA: #4[1]
- RPM, Kanada: #13[2]